# Mały Głęboczek
Mały Głęboczek – wieś w Polsce położona w województwie kujawsko-pomorskim, w powiecie brodnickim, w gminie Brzozie.

## Podział administracyjny
W latach 1975–1998 miejscowość administracyjnie należała do województwa toruńskiego.

## Demografia
Według Narodowego Spisu Powszechnego (III 2011 r.) liczył 185 mieszkańców. Jest ósmą co do wielkości miejscowością gminy Brzozie.